# زهور (سلسلة روايات)
زهور هي سلسلة روايات مصرية رومنسية من إصدار المؤسسة العربية الحديثة .

## نبذة عن السلسلة
رغم انتشار الروايات والقصص الرومانسية على أنواعها في المكتبات العربية بشكل كبير، نجحت سلسلة زهور في أن تنفرد بمكانتها وأسلوبها لعدة أسباب، كان من بينها توزع قصصها بين أكثر من مؤلف أشرفوا على كتابتها، ومن بينهم الدكتور نبيل فاروق، والذي لا يخفى أسلوبه المبهر في الأدب على أحد. إلا أن الدكتور نبيل فاروق توقف عن المشاركة في السلسلة في أعدادها الوسطى، تاركاً المهمة للكاتب الآخر الذي شاركه، الدكتور شريف شوقي، والذي بدوره كان موفقاً بأسلوبه المميز وأفكاره المتجدده، فتخطى بالسلسلة أعدادها الثمانين والنجاح ما يزال يرافقه. كما شاركت أيضاً الكاتبة منى محمد أحمد منصور بكتابة عددين من السلسلة، ثم جاء الأديب فوزى عوض السعداوى ليحدث طفرة هائلة في السلسلة على مدى عشرة سنوات كاملة حيث خرج بها من دائرة الحب و الرومانسية إلى موضوعات اجتماعية و سياسية و اقتصادية و كافة النواحى الإنسانية، وغاص في النفس البشرية بحرفية غير مسبوقة من خلال أكثر من عشرين رواية، فصارت روايات زهورأدباً حقيقياً ينافس الأدب العالمى.وصارت فخراً للأدب العربى في إطار رومانسى جليل يخلو من أية سفاهة وهو ما جعل هذه السلسلة بالفعل السلسلة الرومانسية الوحيدة التي لا يجد الأب أو الأم حرجاً من وجودها بالمنزل

## أعداد السلسلة
1 - من اجلك .....( د. نبيل فاروق)
2 - لاتقل وداعا..... ( د. نبيل فاروق)
3 - قلوب لاتنبض ..... ( د. نبيل فاروق)
4 - الدموع الباردة ..... ( د. نبيل فاروق)
5 - هي في حياتى ..... ( ا. شريف شوقى)
6 - ياقلب لاتغفر ..... ( د. نبيل فاروق)
7- النبع الجاف ..... ( د. نبيل فاروق)
8 - طيور بلا اجنحة ..... ( د. نبيل فاروق)
9 - رسالة حب ..... ( د. نبيل فاروق)
10 - لعبة القدر ..... ( د. نبيل فاروق)
11 - العصفور الجريح .....( د. نبيل فاروق)
12 - اشجار الحب .....( د. نبيل فاروق)
13 - رحلة قلب .....( د. نبيل فاروق)
14 - شمس الليل .....( د. نبيل فاروق)
15- الحب بلا ارقام .....( د. نبيل فاروق)
16 - لقاء الحب .....( ا. شريف شوقى)
17 - المراة السوداء .....( د. نبيل فاروق)
18 - حب وكراهية .....( ا. شريف شوقى)
19 - وذاب الجليد .....( د. نبيل فاروق)
20 - حب وسط النيران .....( ا. شريف شوقى)
21 - دموع كيوبيد .....( د. نبيل فاروق)
22 - اوهام الحب .....( ا. شريف شوقى)
23 - نداء قلبى .....( ا. شريف شوقى)
24 - حذار من الحب .....( د. نبيل فاروق)
25 - الموعد .....( د. نبيل فاروق)
26 - وداعا ياحبيبى .....( ا. شريف شوقى)
27 - حبى المعذب .....( ا. شريف شوقى)
28 - لك قلبى .....( د. نبيل فاروق)
29 - الحلم .....( د.نبيل فاروق)
30 - زوجى .....( د. نبيل فاروق)
31 - الحب والمعجزة .....( ا. شريف شوقى)
32 - وداعا للماضى .....( ا. شريف شوقى)
33 - طائر غريب .....( د. نبيل فاروق)
34 - هذا الرجل .....( د. نبيل فاروق)
35 - التقينا من جديد .....( ا. شريف شوقى)
36 - نسمة الصباح .....( د. نبيل فاروق)
37 - لن اعود .....( ا. شريف شوقى)
38 - الشريكان .....( د.نبيل فاروق)
39 - أنت قدرى .....( د.نبيل فاروق)
40 - بلا امل .....(د. نبيل فاروق)
41 - أحلام ضائعة .....( ا. شريف شوقى)
42 - ابى الحبيب .....( ا. شريف شوقى)
43 - الحاجز .....( د. نبيل فاروق)
44 - لن انساك .....( ا. شريف شوقى)
45 - ستبقى في قلبى .....( ا. شريف شوقى)
46 - احببتك في صمت .....( ا. شريف شوقى)
47 - رجل وقلبان .....( ا. شريف شوقى)
48 - الحب الجريح .....( ا. شريف شوقى)
49 - الحب والاختيار .....( ا. شريف شوقى)
50 - وابتسمت الحياة .....( ا. شريف شوقى)
51 - اللقاء الاخير .....( ا. شريف شوقى)
52 - عودة الغائب .....( ا.شريف شوقى)
53 - امواج الحب .....( ا. شريف شوقى)
54 - معك دائما .....( ا. شريف شوقى)
55 - اغفر لى .....( ا. شريف شوقى)
56 - لقاء في اغروب .....( ا. شريف شوقى)
57 - جدار الماضى .....( ا. شريف شوقى)
58 - لأنى احبك .....( ا. شريف شوقى)
59 - الأسيرة .....( ا. شريف شوقى)
60 - مرحبا بالحب .....( ا. شريف شوقى)
61 - شمعة لاتنطفئ .....( ا. شريف شوقى)
62 - لاترحلى .....( ا. شريف شوقى)
63 - لمسة حب .....( ا. شريف شوقى)
64 - الصديقتان .....( ا. شريف شوقى)
65 - الوجه الدميم .....( ا. شريف شوقى)
66 - خفقات قلب .....( ا. شريف شوقى)
67 - جراح الماضى .....( ا. شريف شوقى)
68 - حبيبتى الوحيدة .....( ا. شريف شوقى)
69 - الام الحب .....( ا. شريف شوقى)
70 - كفانا عنادا .....( ا. شريف شوقى)
71 - رجل احببته .....( ا. شريف شوقى)
72 - نبع الحب .....( ا. شريف شوقى)
73 - مشاعر دافئة .....( ا. شريف شوقى)
74 - اشواك الحب .....( ا. شريف شوقى)
75 - لن أبكى .....( ا. شريف شوقى)
76 - قلوب حائرة .....( ا. شريف شوقى)
77 - وداعا إلى الابد .....( ا. شريف شوقى)
78 - فتاة جميلة .....( ا. شريف شوقى)
79 - قسوة وغفران .....( ا. شريف شوقى)
80 - ليس من اجلى .....( منى محمد أحمد منصور)
81 - سحابة صيف .....( منى محمد أحمد منصور)
82 - زهرة برية .....( ا. شريف شوقى)
83 - زهرتى الجميلة .....( ا. شريف شوقى)
84 - ابتسامة القدر .....( ا. شريف شوقى)
85 - لعبة الزمن .....( ا. شريف شوقى)
86 - شاطئ الأمان .....( ا. شريف شوقى)
87 - فجر جديد .....( ا. شريف شوقى)
88 - حب وحرمان .....( ا. شريف شوقى)
89 - ليل ونهار .....( ا. شريف شوقى)
90 - سأنتظرك دائما .....( ا. شريف شوقى)
91 - بعد الانتظار .....( ا. شريف شوقى)
92 - حب بلا موعد .....( منى محمد أحمد منصور)
93 - زواج العمر .....( منى محمد أحمد منصور)
94 - القرار الصعب .....( منى محمد أحمد منصور)
95 - معنى السكوت .....( منى محمد أحمد منصور)
96 - يارا .....( منى محمد أحمد منصور)
97 - اغفر ياقلب .....( منى محمد أحمد منصور)
98 - الحائرة .....( هدى عبد الحليم احمد)
99 - ملاك الحب .....( فوزى عوض سعداوى)
100 - ازمة منتصف الحب .....( د. نبيل فاروق)
101 - ورورد واحجار .....( فوزى عوض سعداوى)
102 - النّورس الحزين .....( ا. فوزى عوض)
103 - رحلة الامواج .....( ا. فوزى عوض)
104 - أحلام .....( ا. فوزى عوض)
105 - زائرة جنيف .....( ا. فوزى عوض)
106 - وأخيرا التقينا .....( م. على ماهر عيد)
107 - انين الروح .....( ا. فوزى عوض)
108 - الوردة البيضاء .....( ا. فوزى عوض)
109 - قلوب في الصحراء .....( م. على ماهر عيد)
110 - اغلى من الحب .....( ا. فوزى عوض)
111 - دموع السماء .....( ا. فوزى عوض)
112 - غادة الدويقة
113 - بحر النار
114 - الأمل ج1
115 - البريق
116 - شموع و رياح
117 - الحساب
118 - ملك النار الجزء الأول
119 - ملك النار الجزء الثانى
120 - طائر الجنون
121 - قسوة الأحلام
122- حب للبيع الجزء الأول